# Parawixia destricta
Espèce
Synonymes
- Epeira destricta O. Pickard-Cambridge, 1889

Parawixia destricta est une espèce d'araignées aranéomorphes de la famille des Araneidae.

## Distribution
Cette espèce se rencontre au Panama, au Guatemala et au Mexique au Chiapas et en Oaxaca,.

## Description
Le mâle décrit par Levi en 1992 mesure 7,5 mm et la femelle 18 mm.

## Publication originale
- O. Pickard-Cambridge, 1889 : Arachnida. Araneida. Biologia Centrali-Americana, Zoology, London, vol. 1, p. 1-56 (texte intégral).